# Daïra d'Hassi Messaoud
La daïra d'Hassi Messaoud est une circonscription administrative algérienne située dans la wilaya d'Ouargla. Son chef-lieu est situé sur la commune éponyme d'Hassi Messaoud.

## Communes
La daïra est constituée de la seule commune d'Hassi Messaoud.